# Kim Mehmeti
Kim Mehmeti (Grčec kraj Skoplja, 10. prosinca 1955.), albanski i makedonski romansijer, novelist, esejist, polemičar, publicist, novinar i prevoditelj. 
Jedan je od osnivača političkog tjednika na albanskom jeziku “Lobi” koji je izlazio u Skoplju od 2001. do 2006. Bio je glavni i odgovorni urednik časopisa za kulturu na albanskom jeziku “Jehona” (Skoplje) i nakladničke djelatnosti skopskog lista na albanskom jeziku „Flaka e vëllazërimit“ (1991. – 1992.) i glavni i odgovorni urednik Alternativne informativne mreže “AIM” za Makedoniju i njezin koordinator za južni Balkan (1994. – 2003.). U Sorosovoj zakladi Otvoreno društvo za Makedoniju bio je koordinaror nakladničke djelatnosti, zatim izvršni direktor Centra za multikulturno razumijevanje i suradnju u Skoplju (1997. – 2003.) te zamjenik generalnog direktora Makedonske televizije (2003. – 2004.). Pokretač je više građanskih inicijativa u Makedoniji i regiji. Trenutačno je predsjednik Građanskog pokreta “Ndryshe” (“Drukčije”) koji se zalaže za afirmaciju demokratskih vrijednosti i ljudskih prava.
Kim Mehmeti piše na materinskom albanskom i na makedonskom jeziku. Tipičan bilingvist, on je danas nesumnjivo jedan od najafirmiranijih suvremenih albanskih prozaika, a istovremeno i jedan od najzanimljivijih predstavnika novijega vala suvremene makedonske proze. Svoje književne prvijence početkom osamdesetih godina 20. stoljeća piše na makedonskom jeziku, ali se ubrzo javlja i s kratkim prozama na albanskom, da bi danas bio ravnopravno zastupljen u obje književnosti: albanskoj i makedonskoj. Mehmeti je rođeni pripovjedač, nesklon tezama, nadasve ponesen samim tkanjem pripovjedne materije. Zato je njegova proza iznimno privlačna, jer je čitatelj uvučen u zavodljivu igru odgonetanja onoga što je živahno ispreplela njegova razigrana mašta u naponu između fantazmagorije stvarnog i realnosti imaginarnog. Sudbina kao mjera života bitno je označila sva njegova prozna djela.
Prevođen je i objavljivan na njemačkom, engleskom, francuskom, turskom, hrvatskom i drugim jezicima. U nizu je antologija, pa i u Hrvatskoj (“Gospodari labirinta / antologija snova, maštarija i fantastičnih priča”, priredio Borislav Pavlovski, Naklada MD, Zagreb, 1998.), zastupan i kao albanski i kao makedonski književnik. Hrvatskom se čitateljstvu kratkim prozama više puta predstavio na stranicama književnog časopisa “Istra“.
Prevodi s makedonskog na albanski i obrnuto.

### Romani
- “Sedam noći tuge” (“Shtatë netë dënesje”, Rilindja, Priština, 1990.), roman na albanskom,
- “Sedam noći tuge” (“Sedum nokji taga, Misla, Skoplje, 1990.), roman na makedonskom,
- “Selo uklete djece” (“Fshati i fëmijve të mallkuar”, Dukagjini, Peć, 1998.), roman na albanskom,
- “Selo uklete djece” (“Selo na prokolnatite deca”, Zumpres, Skoplje, 1998.), roman na makedonskom,
- “Tamo i nekada” (“Atje dhe dikur”, Dukagjini, Peć, 2002.), roman na albanskom,
- “Nishanini rituali” (Ritet e Nishens”, Dukagjini, Pejć, 2004.), roman na albanskom,
- “Nishanini rituali” (“Ritualite na Nishane”, Makavej, Skoplje, 2006.), roman na makedonskom,

### Pripovijetke
- “Prah koji niče” (“Pluhuri që mbin”, Flaka e vëllazërimit, Skoplje,1986.), pripovijetke na albanskom,
- “Tugovanje” (“Dënesje, Rilindja, Priština, 1988.), pripovijetke na albanskom,
- “Pomaknute rapsodije”, (“Pomesteni rapsodii”, Misla, Skoplje, 1989.), pripovijetke na makedonskom,
- “Bolero” (“Bolero”, Rilindja, Priština, 1991.), pripovijetke na albanskom,
- “Usud” (“Naček”, Skoplje, 1991.), pripovijetke na makedonskom,
- “Usud” (“Fati”, Flaka e vëllazërimit, Skoplje,1992.), pripovijetke na albanskom,
- “Fatushina sudbina” (“Fati i Fatushes, FI-GA, Tetovo, 1994.), pripovijetke na albanskom,
- “Smrt čarobnice” ((“Vdekja e magjistares”, Shtëpia Botuese e Lidhjes së Shkrimtarëve, Tirana, 1994.), pripovijetke na albanskom,
- “Riba ekstazis” (“Ribata ekstazis”, Skoplje, 1994.), pripovijetke na makedonskom,
- “Sakupljači uveloga cvijeća” (“Mbledhësit e luleve të vyshkura”, FI-GA, Tetovo, 1995.), pripovijetke na albanskom,
- “Nora” (“Nora”, IK Feniks, Skoplje, 1996.), izbor pripovijedaka na makedonskom,
- “Mjesečev cvijet” (“Lulehëna”,Dukagjini, Peć, 1997.), pripovijetke na albanskom,
- “Mjesečev cvijet” (“Mesečev cvet”, Logos-A, Skoplje, 1997.), pripovijetke na makedonskom,
- “Selo bez groblja” (“Fshati pa varreza”, Dukagjini, Peć, 2000.), pripovijetke na albanskom,
- “Selo bez groblja” (“Selo bez grobišta”, Makavej, Skoplje, 2003.) pripovijetke na makedonskom,
- “Kuća na kraju sela” (“Shtëpia në fund të fshatit”, Toena, Tirana,2006.) pripovijetke na albanskom,
- “U džepu jelečića moje bake” ( “Në xhepin e lelekut të gjyshes”, Toena, Tirana, 2007.), pripovijetke na albanskom jeziku

### Publicistika
- “Tako hoda čovjek” (“Ashtu ecën njeriu”, Ideart, Tirana, 2007.), monografsko djelo o književniku Ali Aliu

### Knjige na drugim jezicima
- “Das Haus am Ende des Dorfes” (Zeitgenössische Erzählungen aus Mazedonien), Drava Verlag, Klagenfurt, 2001., antologija suvremene makedonske proze na njemačkom jeziku,
- “Das Dorf der verfluchten Kinder” (“Selo uklete djece”, Drava Verlag, Klagenfurt, 2002.), roman na njemačkom jeziku,
- “Balkan Beautu, Balkan Bllod” (Modern Albanian Short Stories, 2006.), antologija albanske pripovijetke na engleskom jeziku

### Prijevodi
- Ismail Kadare: “Eksil - golemiot gubitnik” (“Eskil - veliki gubitnik”, Kultura, Skoplje, 1993.), prijevod s albanskog na makedonski (naslov izvornika: Ismail Kadare: “Eskili-ky humbës i madh”)
- “Kanonot na Lek Dukagjini” (“Kanon Leke Dukađinija”, FI-GA, Tetovo, 1994.), prijevod s albanskog na makedonski (naslov izvornika: “Kanuni i Lekë Dukagjinit”)

### Kazališne predstave
- “Prema sebi” (“Kah vetvetja”), kazališna predstava (igrokaz s plesom) prema motivima iz pripovijedaka i scenariju Kima Mehmetija, izvedena 2004. na sceni Albanske drame pri Teatru narodnosti u Skoplju. Iste godine predstava je odigrana i na festivalu “Ohridsko ljeto”.

### Nagrade
- Nacionalna nagrada za najbolje prozno ostvarenje za knjigu “Fatushina sudbina” (“Fati i Fatushes”) - Tirana, 1994.
- Uvrštenje pripovijetke “Riba ekstazis” među 10 najuspjelijih ostvarenja u Europi na natječaju za kratku prozu - Arnsberg, 1994.

## Vanjske poveznice
- Službena web stranica
- Ostale web stranice:   Arhivirana inačica izvorne stranice od 28. rujna 2007. (Wayback Machine)   Arhivirana inačica izvorne stranice od 26. siječnja 2005. (Wayback Machine)